# 夏桑菊

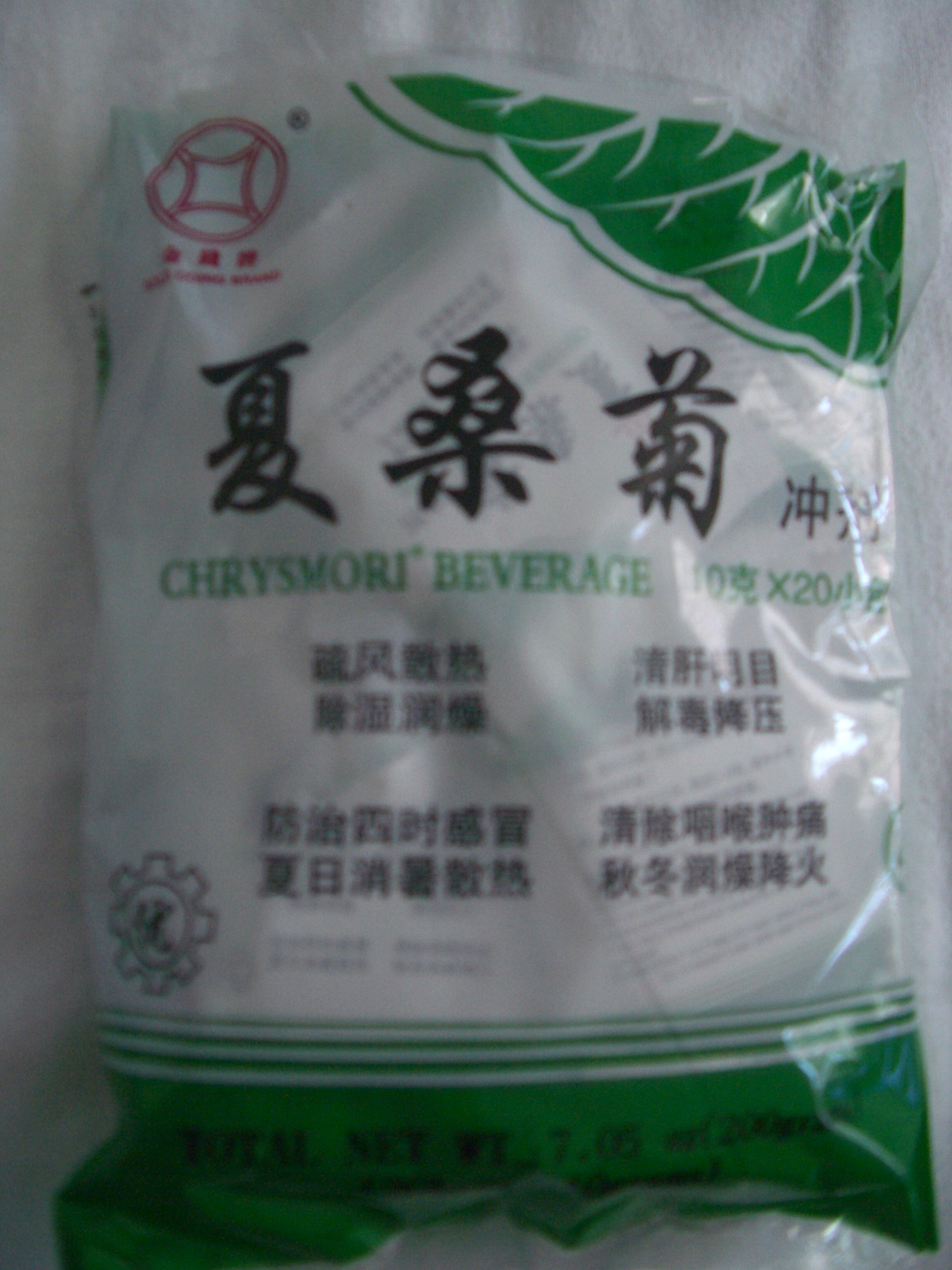
市面上出售的夏桑菊沖劑

夏桑菊是一種中國常見的涼茶和药方，其配方爲夏枯草、冬桑葉以及甘菊。夏桑菊氣氛芳香，味道甘甜，具有清熱解毒的功效，可治風熱感冒、上火咽喉腫痛等，亦可作爲消暑清涼飲料。

## 歷史
夏桑菊源自清代溫病學家吳鞠通《溫病條辨》的經典名方“桑菊飲”，曾於1814年的江浙一次瘟疫流行中發揮巨大效用。

## 成分
- 夏枯草
- 野菊花
- 桑葉

## 治療流感研究
2007年12月香港科技大學研究人員指從夏桑菊中抽取的脂溶性提煉物，經實驗證明能防止H5N1病毒、人類甲型及乙型流感病毒入侵細胞。而水溶性提煉物則能殺死呼吸道合胞病毒。期望最快於2010年時製成藥物作人體臨床測試證實藥物的安全性  。

## 安全性问题
多项研究表明夏枯草能导致不良反应。夏枯草的乙醇提取液能抑制小鼠的细胞和体液免疫反应。皮下注射可使动物胸腺、脾脏明显萎缩，肾上腺明显增大；腹腔注射可使血浆皮质醇水平明显升高，外周血淋巴细胞数量明显减少。表明夏枯草可能是一种免疫抑制剂，长期或大量服用能使机体的免疫功能受到抑制。服用夏枯草水提物能使小鼠的血清丙氨酸基移换酶和血清天门冬氨基移换酶的值都明显升高，说明夏枯草有肝脏毒性作用。